# Quinquartus
De Quinquartus (< "vijfde dag" (inclusieve telling na de Iden) + -atrus (onzekere etymologie)) op 19 maart was waarschijnlijk een lustratio van de ancilia én van de wapens in voorbereiding op het komende oorlogsseizoen.

## Referentie
- H.H. Scullard, Festivals and Ceremonies of the Roman Republic (Aspects of Greek and Roman life), Londen, 1981, pp. 92-93. ISBN 0801414024